# Musaranya menuda eurasiàtica
La musaranya menuda eurasiàtica (Sorex minutus) és una de les musaranyes més petites de la seva família, d'aspecte molt semblant als exemplars joves de la musaranya cuaquadrada. És l'única musaranya autòctona d'Irlanda. És un micromamífer de la família dels sorícids.

## Descripció
Té les orelles amagades entre el pelatge tot i que se'n poden apreciar les puntes, el musell llarg, molt mòbil i proveït d'uns pèls tàctils, un sol tipus de pèls al cos i dents amb les puntes de color vermell viu. La cua equival a 3/4 parts de la longitud del cap més el cos i té la base de secció circular.
La coloració general és marró, més fosca per les parts dorsals que per les ventrals. Els flancs són del mateix color que el dors i el ventre d'un blanc grisós, de manera que l'animal té un aspecte bicolor, mai tricolor. Els peus són de color blanquinós. La cua és de color marró per sobre i clara per sota i a partir del segon any de vida es queda gairebé sense pèl. Durant l'hivern la seva coloració es torna més grisosa.
Dimensions corporals: cap + cos (4,1 - 7,1 cm). La cua fa entre 3,1 i 4,7 cm cosa que ve a representar les 3/4 parts del cap i el cos junts.
Pes: 2,7 - 6,5 g.
Dentadura: Té 32 peces dentals amb la punta vermella. A la mandíbula superior, 6 incisives, 2 ullal, 6 premolars i 6 queixals mentre que a la inferior hi té 2 incisives, 2 ullals, 2 premolars i 6 queixals.

## Hàbitat
Boscos caducifolis i prats, on tria, preferentment, llocs humits i obacs, però també es pot veure en marges de pedra assolellats.

## Reproducció
Normalment té tres ventrades cada any.
El període d'activitat sexual comença entre el març i l'abril i s'allarga fins al mes d'octubre o novembre.
La gestació es calcula que dura uns 22 dies durant els quals la femella construeix un niu o cau de forma esfèrica en alguna cavitat natural, entre roques, arbres caiguts, sota alguna arrel, etc.
Cada ventrada sol estar integrada per entre 2 i 8 cries però el nombre més freqüent és de 6.
Aquestes cries neixen amb els ulls tancats i pesen uns 0,25 grams que al cap de 15 dies hauran augmentat fins als 2,5 grams. Mamen durant uns 22 dies dels tres parells de mamelles que té la femella i assoliran la seva maduresa sexual al cap d'un any.
Les cries segueixen a la mare agafant-se a la cua de l'exemplar del davant formant una mena de tren.
La seva esperança de vida és de poc més d'un any.

## Alimentació
Captura insectes, crustacis, miriàpodes i a vegades altres micromamífers, incloent-hi els seus congèneres, i fins i tot alguns animals més grossos que ella. També es menja cadàvers d'altres animals i matèria vegetal.

## Costums
És de costums diürnes i crepusculars, totnant-se més diürna amb l'arribada de l'època reproductiva. Són actius durant tot l'any, ja que no estan subjectes a períodes d'hivernació

## Rastres
Les seves empremtes són molt difícils de trobar a causa del seu poc pes. Presenten les marques dels 5 dits molt oberts, tant en les potes del davant com en les del darrere i la cua pot deixar un rastre sunuós. Fan entre 0,5 i 1 cm.
Els seus excrements són molt foscos o negres. Solen tenir forma allargada, amb els extrems afilats i poden mesurar entre 3 i 4 mm. de longitud i 1 o 2 mm. de diàmetre. En ells s'hi pot veure restes de quitina dels insectes que s'ha menjat.

## Espècies semblants
La musaranya cuaquadrada i la musaranya de Millet són de mida més gran i tenen la cua relativament més curta (equival a 2/3 parts de la longitud del cap més el cos) i de secció quadrangular a la base.